# Берсукер, Исаак Борухович
Исаа́к Бо́рухович (Борисович) Берсу́кер (англ. Isaac Bersuker; род. 12 февраля 1928, Кишинёв, Бессарабия, Румыния) — советский, молдавский и американский физикохимик.
Директор лаборатории квантовой химии (1959—1993) и академик Академии Наук Молдовы (1989), профессор отделения химии и Института теоретической химии Техасского университета в Остине (США, с 1993).

## Биография
Исаак (Изя) Берсукер родился в Кишинёве (тогда в составе румынской Бессарабии) в 1928 году, был одним из четверых детей в семье столяра и домохозяйки. Учился в начальной еврейской школе, затем в училище ОРТ.
В годы Великой Отечественной войны — с матерью Беллой Хаимовной Берсукер (1896—1981), сёстрами Симой (1922), Тубой (1931) и Сурой (1935) в эвакуации в Георгиевске и Азербайджане, на работах в колхозе. В 1945 году семья вернулась в Кишинёв, где Берсукер окончил вечернюю школу, обучался в торговом техникуме, и в 1947 году поступил на физико-математический факультет Кишинёвского государственного университета (учился в одной группе с будущим академиком В. А. Коварским).
После окончания университета в 1952 году поступил в аспирантуру при Ленинградском государственном университете. В 1953 году был направлен на преподавательскую работу в Сорокский учительский институт, а после его расформирования — в созданный на его основе Бельцкий педагогический институт. В это же время подготовил и защитил в Ленинградском университете кандидатскую диссертацию (1957), а в 1964 году — докторскую диссертацию там же.
В 1959 году Берсукер был принят на работу старшим научным сотрудником в Институт химии при Молдавском филиале Академии Наук СССР, где в том же году создал группу квантовой химии. В 1964 году возглавил теперь уже отдел квантовой химии (с 1977 года — лаборатория квантовой химии), которым заведовал до 1993 года. Преподавал теоретическую химию и строение молекул в Молдавском государственном университете.
С 1993 года — в США, профессор факультета химии и биохимии, а также Института теоретической химии (Institute for Theoretical Chemistry) Техасского университета в Остине.
Основные исследования в области теории эффекта и псевдоэффекта Яна-Теллера, эффекта Реннера-Теллера и вибронных взаимодействий, а также в области теории координационных соединений. Предложил (1960—1962) и подтвердил (1972) явление туннельных расщеплений уровней энергии многоатомных систем в электронно-вырожденных состояниях (т. н. ян-теллеровых систем). Исаак Берсукер — автор 12 монографий, напечатанных в Советском Союзе и США, и выдержавших ряд переизданий.

## Семья
- Жена — Лилия Борисовна Берсукер (1930—2003), химик.
  - Сын — Геннадий Исаакович Берсукер, доктор физико-математических наук, автор научных трудов в области физики полупроводников.
    - Внук — Кирилл Берсукер (род. 1985), биохимик и молекулярный биолог[6].

## Награды и звания
- Награждён орденом Почёта (Ordinul de onoare) Республики Молдова (2004), медалью Чугаева Российской академии наук (2004) и медалью Бен-Гуриона за научные достижения (Израиль, 2005).
- Лауреат Государственной премии Молдавской ССР в области науки и техники (1979).
- Член-корреспондент АН Молдавской ССР (1972), академик АН МССР (1989).

## Монографии
- Химическая связь в комплексных соединениях (совместно с А. В. Абловым). Кишинёв: Штиинца, 1962.
- Строение и свойства координационных соединений: Введение в теорию. Л.: Химия, Ленинградское отделение, 1971.
- Туннельные эффекты в многоатомных системах с электронным вырождением и псевдовырождением (совместно с Б. Г. Вехтером и И. Я. Огурцовым). В серии «Успехи физических наук», том 116, выпуск 4. М.: Наука, 1975.
- Русско-молдавский словарь по физике (совместно с Б. Васильевым). Кишинёв: Штиинца, 1976.
- Электронное строение и свойства координационных соединений: Введение в теорию (см. полный текст здесь). 2-е издание, переработанное и дополненное. Л.: Химия, Ленинградское отделение, 1976.
- Вибронные взаимодействия в молекулах и кристаллах (с В. З. Полингером). М.: Наука, 1983.
- The Jahn-Teller Effect and Vibronic Interactions in Modern Chemistry. Нью-Йорк: Plenum, 1984; Springer, 2013. — 319 pp.
- The Jahn-Teller Effect: A Bibliographic Review. Нью-Йорк—Лондон: IFI-Plenum, 1984.
- Электронное строение и свойства координационных соединений: Введение в теорию. 3-е издание, переработанное и дополненное. Л.: Химия, Ленинградское отделение, 1986.
- Эффект Яна-Теллера и вибронные взаимодействия в современной химии. М.: Наука, 1987.
- Vibronic Interactions in Molecules and Crystals (с В. З. Полингером). Нью-Йорк: Springer, 1989 и 2011. — 422 pp.
- Electronic Structure and Properties of Transition Metal Compounds: Introduction to Theory (электронная структура и свойства соединений переходных металлов: введение в теорию). Нью-Йорк: John Wiley & Sons, 1996.
- The Jahn-Teller Effect. Кембридж: Cambridge University Press, 2006 (2-е, стереотипное издание — 2010). — 634 p.
- The Jahn-Teller Effect and Beyond: Selected Works of Isaac Bersuker with Commentaries (Эффект Яна-Теллера и другое: избранные труды Исаака Берсукера с комментариями). Dedicated to Isaac B. Bersuker on occasion of his 80th birthday. Под редакцией James E. Boggs и Victor Z. Polinger. The University of Austin и The Academy of Sciences of Moldova: Остин, 2008. — 398 pp.
- Electronic Structure and Properties of Transition Metal Compounds: Introduction to Theory (электронная структура и свойства соединений переходных металлов: введение в теорию). Второе издание. Нью-Йорк: John Wiley & Sons, 2010. — 800 pp.
- Electronic Structure and Properties of Transition Metal Compounds: Theory and Applications (с Yang Liu). Третье издание. Нью-Йорк: John Wiley & Sons, 2025. — 864 pp.

## Обзоры
- Isaac B. Bersuker (2013). Pseudo-Jahn-Teller Effect—A Two-State Paradigm in Formation, Deformation, and Transformation of Molecular Systems and Solids. Chem. Rev., 113 (3), pp 1351–1390.
- Isaac B. Bersuker (2020). Jahn–Teller and Pseudo-Jahn–Teller Effects: From particular features to general tools in exploring molecular and solid state properties. Chemical Reviews, 121 (3), 1463—1512.
- Isaac B. Bersuker (2021). The Jahn–Teller and Pseudo-Jahn–Teller Effects: A unique and only source of spontaneous symmetry breaking in atomic matter. Symmetry, 13 (9).
- Isaac B. Bersuker (2022). Origin of Perovskite Multiferroicity and Magnetoelectric-Multiferroic Effects—The Role of Electronic Spin in Spontaneous Polarization of Crystals. Magnetochemistry, 8(1).
- Isaac B. Bersuker (2023). Spontaneous symmetry breaking as a law of nature. Chemistry Journal of Moldova 18 (2), 7—14.
- Isaac B. Bersuker (2023). Four modifications of the Jahn–Teller effects. The problem of observables: Spin–orbit interaction, tunneling splitting, and orientational polarization of solids. Physical Chemistry Chemical Physics, 25 (3), 1556—1564.
- Victor Polinger, Isaac B. Bersuker (2024). Orientational polarizability of solids induced by the Jahn-Teller and pseudo-Jahn-Teller effects. Physical Review B, 109 (22), 224207.
- Isaac B. Bersuker (2024). The Jahn-Teller Effects in Chemical Reactions and Materials Science. Journal of Physics: Conference Series, 2769, 012001[7].